# Gruta da Giesta
A Gruta da Giesta é uma formação geológica portuguesa localizada na freguesia de Rabo de Peixe, concelho da Ribeira Grande, ilha de São Miguel, arquipélago dos Açores.
Esta cavidade apresenta uma geomorfologia de origem vulcânica em forma de tubo de lava.
Este acidente geológico tem um comprimento de 45 m. por uma largura máxima de 2,4 m. e por uma altura também máxima de 1,9 m.